# Peščena ura
Peščena ura je naprava, ki se uporablja za merjenje poteka časa. Obsega dve stekleni bučki, ki sta navpično povezani z ozkim vratom, ki omogoča reguliran pretok snovi (v preteklosti pesek) iz zgornje v spodnjo. Običajno sta zgornji in spodnji bučki simetrični, tako da bo peščena ura merila enako trajanje ne glede na orientacijo. Konkretno trajanje časa, ki ga določene mere peščene ure določajo, so dejavniki, vključno s količino in grobostjo delcev, velikostjo bučke in širino vratu.
Upodobitve peščene ure kot simbola poteka časa najdemo v umetnosti, zlasti na nagrobnikih ali drugih spomenikih, od antike do danes. Oblika krilate peščene ure je bila uporabljena kot dobesedna upodobitev dobro znanega latinskega epitafa tempus fugit ('čas beži').

## Zgodovina

### Antika
Izvor peščene ure ni jasen. Znano je, da sta njena predhodnica klepsidra ali vodna ura obstajali v Babilonu in Egiptu že v 16. stoletju pred našim štetjem.

### Zgodnji srednji vek
V Evropi pred zgodnjim srednjim vekom ni zapisov o peščeni uri; prvi dokumentirani primer je iz 8. stoletja našega štetja, ki ga je izdelal frankovski menih po imenu Liutprand, ki je služboval v stolnici v Chartresu v Franciji. Toda šele v 14. stoletju so peščeno uro videli pogosto, najzgodnejši trdni dokazi so upodobitve na freski Alegorija dobre in slabe vlade iz leta 1338 Ambrogija Lorenzettija. 
Uporaba peščene ure v pomorstvu je zabeležena že od 14. stoletja. Pisni viri o tem so bili večinoma iz ladijskih dnevnikov evropskih ladij. V istem obdobju se pojavlja v drugih evidencah in seznamih ladijskih trgovin. Najzgodnejša zabeležena referenca, za katero lahko z gotovostjo rečemo, da se nanaša na peščeno uro, je iz okoli leta 1345, v potrdilu Thomasa de Steteshama, pisarja kraljeve ladje La George, v času vladavine angleškega kralja Edvarda III.; prevedeno iz latinščine, v prejemnici piše: leta 1345:
 »Isti Thomas je v Lescluseju v Flandriji plačal dvanajst steklenih horologov (pro xii. Orlogiis vitreis), cena vsake 4 ½ grošev, v sterlingih 9 šilingov. Za štiri enake horologe (de eadem secta), tam kupljene, cena vsakega 5 grošev, v sterlingih 3šilinge 4 penije.«
Morske peščene ure so bile zelo priljubljene na ladjah, saj so bile najbolj zanesljivo merjenje časa na morju. Za razliko od klepsidre gibanje ladje med plovbo ni vplivalo na peščeno uro. Dejstvo, da je peščena ura namesto tekočin uporabljala zrnate materiale, ji je dalo natančnejše meritve, saj je klepsidra nagnjena h kondenzaciji v njej med temperaturnimi spremembami. Pomorščaki so ugotovili, da jim je peščena ura pomagala določiti dolžino, razdaljo vzhodno ali zahodno od določene točke z razumno natančnostjo.
Peščena ura je priljubljenost našla tudi na kopnem. Ko se je uporaba mehanskih ur za označevanje časov dogodkov, kot so cerkvene službe, pogostejša, kar ustvarja »potrebo po beleženju časa«, se je povpraševanje po napravah za merjenje časa povečalo. Peščene ure so bile v bistvu poceni, saj niso zahtevale nobene posebne tehnologije, njihove vsebine pa ni bilo težko dobiti in ko je bila izdelava teh instrumentov vse pogostejša, je njihova uporaba postala bolj praktična.
Peščene ure so pogosto uporabljali v cerkvah, domovih in na delovnih mestih za merjenje pridig, časa kuhanja in časa, porabljenega za odmore. Ker so jih uporabljali za bolj vsakdanja opravila, se je model peščene ure začel krčiti. Manjši modeli so bili bolj praktični in zelo priljubljeni, saj so merili čas bolj diskretno.
Po letu 1500 peščena ura ni bila tako razširjena kot prej. Razlog za to je bil razvoj mehanske ure, ki je postala natančnejša, manjša in cenejša ter olajšala vzdrževanje časa. Peščena ura pa ni popolnoma izginila. Čeprav so postale sorazmerno manj uporabne z napredovanjem tehnike, so peščene ure ostale zaželene pri njihovi zasnovi. Najstarejša znana ohranjena peščena ura je v Britanskem muzeju v Londonu.
John Harrison je šele v 18. stoletju pripravil morski kronometer, ki je znatno izboljšal stabilnost peščene ure na morju. Na podlagi elementov oblikovalske logike za peščeno uro je leta 1761 izdelal pomorski kronometer, ki je lahko natančno izmeril pot od Anglije do Jamajke znotraj petih sekund.

## Oblikovanje
Obstaja malo pisnih dokazov, ki bi razložili, zakaj je njena zunanja oblika takšna, kakršna je. Uporabljene steklene bučke pa so se sčasoma spremenile v slogu in oblikovanju. Čeprav so bili glavni modeli vedno v obliki ampule, bučke niso bile vedno povezane. Prve peščene ure so bile dve ločeni bučki z vrvico, ovito v njuni spojnici, ki je bila nato prevlečena z voskom, da je kos držal skupaj in pustil, da je pesek tekel vmes. Šele leta 1760 so obe bučki pihali skupaj, da ne bi vlaga izhajala iz njih in uravnavala tlak v bučki, ki bi spreminjal pretok.

## Material
Medtem ko so nekatere zgodnje peščene ure dejansko uporabljale pesek kot zrnato mešanico za merjenje časa, mnoge peska sploh niso uporabljale. Material, ki se je uporabljal v večini bučk, je bila kombinacija »marmorja v prahu, kositra / svinčevih oksidov in prašne, zgorele jajčne lupine«. Sčasoma so preizkušali različne teksture zrnc, da bi ugotovili, katera daje najbolj konstanten pretok znotraj bučk. Kasneje je bilo ugotovljeno, da mora biti razmerje zrnca in širine vratu bučke za doseganje popolnega pretoka 1/12 ali več, vendar ne večje od 1/2 vratu bučke.

## Praktična uporaba
Peščene ure so bile zgodnje zanesljivo in natančno merilo časa. Hitrost peska je neodvisna od globine v zgornjem rezervoarju in instrument v hladnem vremenu ne bo zmrznil.  Od 15. stoletja naprej so se peščene ure uporabljale na različnih področjih na morju, v cerkvi, industriji in kulinariki.
Med potovanjem Ferdinanda Magellana po vsem svetu je bilo v ladijskem inventarju 18 peščenih ur iz Barcelone, potem ko je potovanje odobril španski kralj Karel I. Španski. Naloga ladijskega paža je bila, da je obračal peščene ure in tako zagotovil ure za ladijski dnevnik. Opoldne je bil referenčni čas za navigacijo, ki ni bil odvisen od ure, saj bi bilo sonce v zenitu. Več peščenih ur je bilo mogoče pritrditi v skupni okvir, vsaka z drugačnim časom delovanja, kot npr. v štirismerni italijanski peščeni uri, verjetno iz 17. stoletja, v zbirkah Znanstvenega muzeja v južnem Kensingtonu v Londonu, ki je lahko merila intervale četrtine, polovice, tričetrtine in ene ure (in ki so bile uporabljene tudi v cerkvah, da so duhovniki in ministranti merili dolžino pridig).

### Sodobna praktična uporaba
Čeprav se pogosto ne uporabljajo za merjenje časa, jih nekatere ustanove ohranjajo. Oba doma avstralskega parlamenta uporabljata tri peščene ure za določanje določenih postopkov.
Peščena ura se še vedno pogosto uporablja kot odštevalnik pri kuhi jajc; za kuhanje jajc je značilen triminutni časovnik, od tod tudi ime »časovnik za jajca« za triminutne ure. Kot odštevalniki se včasih uporabljajo tudi v igrah, kot sta Pictionary in Boggle, da uvedejo časovno omejitev v krogih igre.

## Simbolična uporaba
Za razliko od večine drugih metod merjenja časa, peščena ura konkretno predstavlja sedanjost kot preteklost in prihodnost, zaradi česar je sama trajen simbol časa.
Peščena ura, včasih z dodatkom metaforičnih kril, je pogosto upodobljena kot simbol, da je človeški obstoj minljiv in da bo »peska časa« zmanjkalo za vsako človeško življenje. Tako so ga uporabljali na piratskih zastavah, da je vdrl strah v srce žrtev piratov. V Angliji so bile peščene ure včasih postavljene v krste, nagrobne spomenike pa krasijo že stoletja. Peščena ura se je v alkimiji uporabljala tudi kot simbol ure.
Nekdanja metropolitanska občina Greenwich v Londonu je na svojem grbu uporabljala peščeno uro, ki simbolizira vlogo Greenwicha kot izvora GMT. Naslednik okrožja, Royal Borough of Greenwich, na svojem grbu uporablja dve peščeni uri.

### Sodobna simbolična uporaba
Peščena ura je ostala simbol časa kljub temu, da je sam predmet skoraj izginil iz rabe. Tako je na primer ameriška televizijska telenovela Days of Our Lives od svoje prve oddaje leta 1965 v uvodni špici prikazovala peščeno uro z besedami: »Kakor pesek skozi peščeno uro, takšni so tudi dnevi našega življenja« avtor Macdonald Carey.
Različni računalniški grafični uporabniški vmesniki lahko spremenijo kurzor v peščeno uro takrat, ko program izvaja opravilo in morda ne sprejme uporabniškega vnosa. V tem obdobju lahko ostali programi, na primer v drugih oknih, delujejo normalno. Če taka peščena ura ne izgine, morda pomeni, da je program v neskončni zanki in ga je treba prekiniti ali čaka na kakšen zunanji dogodek (na primer da uporabnik vstavi CD). Unicode ima simbol HOURGLASS simbol za U+231B (⌛)

## Motiv peščene ure v umetnosti
Zaradi svoje simetrije so grafični znaki, ki spominjajo na peščeno uro, vidni v umetnosti kultur, ki takšnih predmetov še niso srečale. Vertikalni pari trikotnikov, združenih na vrhu, so pogosti v indijanski umetnosti; tako v Severni Ameriki , kjer lahko na primer predstavlja telo Ognjenega ptiča ali (v bolj podolgovati obliki) sovražnikovo skalp , kot tudi v Južni Ameriki, kjer naj bi predstavljala prebivalca džungle Ch'unchu. Neolitske primere je mogoče videti med španskimi jamskimi slikami. Opazovalci so celo dali ime »motiv peščene ure« oblikam, ki imajo bolj zapleteno simetrijo, na primer ponavljajoč se krog in križni vzorec iz Salomonovih otokov. Oba člana Project Tic Toc, iz televizijske nadaljevanke Časovni predor in Izzivalci neznanega, uporabljata simbole peščene ure, ki predstavljajo bodisi časovno potovanje bodisi zmanjkuje časa.
- Peščene ure v umetnosti
- Nagrobnik iz 17. stoletja v mavzoleju Johna Livingstona, "lekarne v Edinburghu", ki je postal žrtev kuge 1645
- Grobnica v Sebastiansfriedhofu, Salzburg
- Spoznaj samega sebe – mladost med pregreho in vrlino (pripisano Jacobu Jordaensu)
- Philippe de Champaigne Tihožitje z lobanjo, 1671
- Avtoportret (s peščeno uro in lobanjo) Johanna Zoffanyja, približno 1776